# Люди (Середзем'я)
Люди (англ. Men) — у легендаріумі Дж. Р. Р. Толкіна одна з рас Середзем'я, що билися на боці обох сил — Еру Ілуватара і Ворога. Їх називали Молодшими Дітьми Ілуватара, які прийшли у Середзем'я в часи Сонця та Місяця.
На відміну від безсмертних ельфів, люди були смертними. Смерть була даром Еру, який згодом люди прозвали прокляттям.
Ельфи називали людей атанами, Другим Народом. Також іменували їх ґілдорами, Послідовниками, та багатьма іншими найменнями: апанонарами, Смертними, Другородними, енґварами, Хворобливими та фірімарами, а також Загарбниками, Чужоземцями, Незбагненними, Самоклятими, Деспотичними, Тими, що бояться ночі, Дітьми Сонця. О тій порі ельфи та люди були приблизно однакові на зріст і мали однакову тілесну силу, проте ельфи були мудріші, й майстерніші, і прекрасніші; ті з них, котрі колись мешкали у Валінорі й бачили Сили, настільки ж перевершувала Темних ельфів у всьому згаданому вище, наскільки ті, натомість, перевершували смертний народ. Люди були кволіші за ельфів, частіше гинули від зброї чи у прикрих пригодах, їх важче було зцілити; люди були схильні до хвороб і немочей; вони старілись і помирали. Куди ідуть їх душі після смерті, невідомо нікому, крім самого Еру Ілуватара .
На зорі літ ельфи й люди були союзниками і вважали себе спорідненими, і декотрі з людей перейняли елдарську мудрість і стали одними з величних та відважних нолдорських капітанів. Славу, красу й долю ельфів сповна розділили нащадки ельфів та смертних, Еаренділ, Елвінґ і Елронд.

## Пробудження і зваблення Морґотом
Люди пробудились із сходженням Сонця у країні Гілдоріен, на далекому сході Середзем'я, за горами Орокарни. Близько 60 — 200 років Першої Епохи Морготові вдалося розшукати людей і звабити їх, схиливши на бік зла. Однак, з часом частина людей, дізнавшись істину, покинула віру в своє самозванне божество і рушила на захід. На своєму довгому шляху людям (їх назвали атанатарами — отцями атанів) допомагали темні ельфи або аварі та гноми. Тому їх мова мала багато слів з аварського діалекту квенья та кгуздулу.

## Люди Першої Епохи

### Три народи Аданів та їх родичі
Докладніше Адани.
Близько 310 року Першої Епохи на землі Східного Белеріанду ступили люди з Першого племені. Цей народ очолював Беор прозваний Старим, оскільки прожив дев'яносто років. Людей зустрів король Нарґотронда Фінрод Фелаґунд.

На всі його запитання Беор відповів: 
- Темрява позаду нас та ми відкинули її.
Про свій далекий шлях і що їм передувало люди не зберегли ні легенд, ні переказів.
Як говорив слуга вождя Дор — Ломіну Садор синові Гуріна, «батькам наших батьків було що розповісти, однак вони не сказали про те жодного слова».
Через конфлікт з зеленими ельфами Оссіріанду люди з народу Беора відійшли у володіння найменших синів Феанора Амрода та Амраса і оселились на землях, що отримали назву Естолад (Отаборення). Згодом туди ж переселились люди Другого та Третього племен, що прийшли вслід за ними. Вони стали відомі за іменами своїх вождів — народ Беора, народ Галет (вождь — жінка) або галадіни та народ Гадора Золотоволосого. Якщо у Валінорі назва едайн або адани (другий народ, послідовники) стосувалася всіх людей загалом, то у Белеріанді так називали тільки ці три народи друзів ельфів.
Близько 390—416 рр. П. Е. адани переселяються з Естоладу: народ Беора — у Ладрос, народ Галет — у Бретіль, а народ Гадора — у Дор -Ломін. Втім, частина народу Беора на чолі з Берегом покинула Белеріанд, повернувшись у Еріадор і відійшовши далі на південь.
Також едайн мали родичів: людей що насипали кургани Тірн — Гортад (могили вождів), що також переселились у Белеріанд та низькорослий коренастий народ відомий як вози або лішаки. Вози були родичами галадінів і відзначались у мисливстві, вони не жили у Белеріанді, а натомість оселились у краї Друвайт Йаур, розташованому біля Великого Моря на південь від Еріадору та Білих Горах.

### Східняни
Докладніше Східняни.
Східняни були низькорослими смаглявими людьми, що оселились у Белеріанді після Дагор — Браголлах (Битва Раптового Полум'я). До східнян відносились два народи відомі за іменами своїх вождів народ Бора та народ Улфанга Чорного. Люди Бора пішли на службу до Маедроса та Маглора, а люди Улфанга — до Карантіра.
Адани і східняни ворогували між собою, однак зустрічались вони дуже рідко. Під час Нірнаед — Арноедіад (Битва Незліченних Сліз) два племені східнян повели себе по — різному: люди Бора бились на боці союзу Маедроса, а люди Улфанга в самий розпал битви вдарили в спину синам Феанора. У тій битві всі воїни народу Бора загинули і що трапилось з цими людьми невідомо: за однією версією вони всі були винищені армією Моргота, за іншою — якась частина їх вціліла і стала предками того народу, що у Третю Епоху був відомий як лоссот — снігові люди.
Народ Улфанга за зраду Карантіра отримав у нагороду від Морґота північні землі Гітлуму, за межі яких він заборонив їм виходити. Оскільки всі боєздатні чоловіки народу Гадора загинули у Нірнаед — Арноедіад (крім їх вождя Гуріна що був узятий у полон), східняни взяли в рабство їх жінок, дітей та старих, віднявши усе їхнє майно.

### Найвидатніші з аданів
Внаслідок Белеріандських війн і загибелі всіх ельфійських королівств, адани втратили усі свої землі, і були змушені відступати на південь до Арверніену та Гирл Сіріону.
Найвидатнішими серед них були Беор, Гадор Золотоволосий, Галет, Барагір, Берен Ерхаміон, Гурін і його брат Гуор, син Гуріна Турін Турамбар, його двоюрідний брат Туор син Гуора, від якого походив рід напівлюдей — напівельфів Еаренділа та його синів Елроса і Елронда.

### Люди у Війні Гніву
Вцілілі представники трьох племен едайн та їх родичів у Війні Гніву бились на боці валарів, а східняни та представники інших численних племен — на боці Моргота. Багато їх загинуло у кровопролитних боях. Затоплення земель Белеріанду примусило всі людські народи шукати нову домівку.

## Люди Другої Епохи

### Нуменорці або дунедайн
Докладніше Нуменор; Дунедайн.
Для аданів Валар підняли з дна Великого Моря великий острів Еленна — норе, що став відомим під назвою Нуменор, де виникло найсильніше королівство людей Другої Епохи. Нащадки народу Беора оселились на західній частині острова, нащадки народу Гадора оселились на півночі, центрі, півдні та сході. З народу Галет в Нуменор переселилось лише кілька чоловік (інші, швидше за все, загинули у Белеріандських Війнах та Війні Гніву). Також на острів переселилось кілька родин возів, однак в роки правління короля Тар — Алдаріона всі представники цього народу повернулись назад у Середзем 'я. Нуменорці або дунедайн були обдаровані багатьма матеріальними дарами, проте їх всі перевершував дар дуже тривалого життя. Так, син Еаренділа Елрос Напівельф, що обрав долю людей і став першим нуменорським королем прожив п 'ятсот років.
Протягом трьох тисяч років Другої Епохи на острові існувала могутня держава, мешканці якої мали великі багатства, володіли багатьма ремеслами, науками та мистецтвами. Багато з своїх знань та вмінь вони в перші віки існування свого королівства передали малим народам Середзем 'я, що, після Війни Гніву, відійшли назад у своєму розвитку. На берегах Середзем 'я нуменорці збудували великі міста — колонії.
З часом дунедайни стали гордими і пихатими: вони хотіли дістатись заборонених для них земель Валінору і Тол — Ерессеа, непокоїла їх також смерть і відхід у невідомість після неї. Лише частина їх зберегла вірність ельфам, валарам та Еру. Так почався розподіл нуменорців на Еленділів або Вірних (переважно це були нащадки народу Беора з заходу Нуменору) та Людей Короля, що стали прнигноблювачами інших народів Середзем 'я. Полонення Саурона королем Ар — Фаразоном мало фатальні наслідки: той став радником короля і ввів сатанинський культ Мелькора й темряви, що супроводжувався кривавими жертвоприношеннями. Під'юджений Сауроном Ар — Фаразон напав на землі Аману, що спричинило загибель Нуменору в хвилях Великого Моря. Однак, Вірні встигли врятуватись на кораблях, що вели нашадки Елроса з князів Андуніе Еленділ та його сини. Прибувши в Середзем 'я вони заснували королівства Арнор і Ґондор. В союзі з ельфійськими народами і гномами Кгазад — Думу вони здолали Саурона у 3441 р. Д. Е. Ці події увійшли в історію як Війна Останнього Союзу.

### Нащадки Аданів у Середзем 'ї та інші народи
Частина аданів (головним чином це були люди з народу Гадора) залишилась у Середзем 'ї і оселилась в області Рованіон, де разом з місцевими людьми дали початок народам Півночі. В лісах Ерідора жили люди яких нуменорці називали гватлорім, бо жили уздовж берегів ріки Гватло. Вони ворогували з нуменорцями, які випалювали їхні ліси, але й Саурону не підкорилися. Також до Курганів Тірн — Гортад повернулось плем 'я людей, що насипало їх у Першу Епоху. Родичі цих людей засновали селище Брі та підпорядковані йому поселення.
Після затоплення більшості земель Друвайт Йаур вози залишились тільки в межиріччі Ізена і Лефнуї, а також у лісі Друадан. В Білих Горах жили предки народу клятвопорушників, що витіснили возів у Друадан.

### Люди Півдня та Сходу
Серед предків народів Гараду були люди Берега, що у Першу Епоху покинули Белеріанд і відійшли на південь. Після Війни Гніву вцілілі східняни з народу Улфанга втекли в Гарад і землі на схід від Рунійського моря, де оселились у широких степах. Також у землях Гараду та Руну було чимало інших племен людей, серед яких були свертінги, що відносились до негроїдної раси.
Близько 1000 року Другої Епохи землі Сходу та Півдня увійшли до складу величезної імперії Саурона з центром у Мордорі. Він навчив народи Гараду та Руну багатьом ремеслам як — от містобудування та обробка металів. Ці народи визнали його богом, але влада Саурона була зосередженням примусу й тиранії, а не доброї волі.
Серед вождів тих народів вирізнявся чорний східнянин Кгамул, що став одним з назгулів або улайрів. Про інших назгулів невідомо нічого, окрім того що троє з них були нуменорцями. Також королями народів Гараду стали нуменорці з Людей Короля Герумор і Фуінур, що служили Саурону.
У Війні Останнього Союзу ці народи бились на боці Мордору.

### Люди Темних Земель
У південній частині Арди знаходиться великий континент Темні Землі, до якого дістались кораблі нуменорців. Більшу його частину вкривають непрохідні джунглі в яких живуть дикуни, одне з племен котрих більш схоже на ентів ніж на людей. Як вони потрапили туди з Гілдоріену невідомо. Можливо, між Темними Землями та Середзем'ям раніше існував суходіл, що був затоплений. Після загибелі Нуменору морські експедиції до інших континентів припинились.

## Люди Третьої Епохи

### Дунедайн Третьої Епохи— арнорці та гондорці, моредайн
Після нетривалої перемоги над Сауроном і початку Третьої Епохи засновані Вірними нуменорцями королівства Арнор і Ґондор розквітають, поширюючи свою владу на багато земель Півночі, Півдня та Сходу. Тривалий час вони не мали серйозних ворогів, однак з кінця першого тисячоліття Третьої Епохи їх розквіт поволі змінюється занепадом спочатку Арнору, а згодом і Ґондору. Близько 871 року в Арнорі спалахує громадянська війна, що спричиняє розпад королівства на Артедайн, Рудаур і Кардолан. В Артедайні та Кардолані жили дунедайни, а в Рудаурі їх швидко відтіснив народ пагорбів, вожді якого перейшли на бік ворога.
На північ від Еріадору набирає силу королівство Анґмар, володарем якого став Король-Чаклун. Серед його населення були не лише орки та дикі народи, але й нащадки Людей Короля, що виїхали до Середзем'я ще до загибелі острова і стали відомі під назвою моредайн або чорних нуменорців (найбільше їх жило на півдні біля Умбарської затоки та в області Офір у Ближньому Гараді). Протягом 1409—1974 Артедайн та Кардолан зазнають нападу ангмарців. У Рудаурі дунедайн було небагато і після того як там перервалась династія спадкоємців Еленділа нові правителі королівства переходять на бік Анґмару. У боротьбі з володарем Карн — Думу у 1409 р. Т. Е. впав Кардолан, а у 1974 р. — Артедайн. Проте, завдяки ельфам Ліндона та ґондорцям королівство Ангмар було зруйноване і Король — Чаклун втік з Півночі. Однак дунедайн Півночі вже не мали сил на відновлення своєї держави і вцілілі у війнах стали утаємниченим народом, що займався охороною земель Еріадору від прислужників Ворога. Цей народ був відомий під назвою Слідопитів Півночі, їх вождями були нащадки володарів Артедайну, до яких належав і Арагорн ІІ. Від своїх предків Слідопити успадкували довгу тривалість життя, вміння передбачати і володіння ельфійськими мовами.
Південне королівство Ґондор стало наймогутнішою державою у Середзем 'ї, з найвищою культурою. У дні свого розквіту воно нагадувало Нуменор. Населення його складали дунедайн та нащадки народів узбережжя та Білих Гір (родичі клятвопорушників), що мешкали в країні до прибуття кораблів Ісілдура та Анаріона (від цих народів походили Форлонґ Товстун та смагляві люди Лосарнаху, котрі прийшли обороняти Мінас Тіріт в березні 3019 р. Т. Е.). Східні володіння ґондорських королів простягались до озера Рун, а на півдні їм вдалось підкорити населену моредайн область Умбар та поставити у васальну залежність правителів Гараду. Процвітання і могутність Ґондору тривали до громадянської війни 1432—1448 рр. Т. Е., внаслідок якої було втрачено контроль над Умбаром і можливість тримати у сфері впливу Гарад. Умбар став піратською базою, що тримала у постійному страху південні узбережжя Ґондору. Другим ударом стала епідемія чуми 1636 р. Т. Е., що призвела до знелюднення багатьох місцевостей, серед яких була столиця королівства Осґіліат. Внаслідок вторгнення візників у 1844 р. Ґондор втратив всі землі на схід від Ріки Андуїн, крім Ітілієну. Дунедайн залишились тільки у Дорвініоні на березі Рунійського моря, однак ті землі Ґондору вже не належали. Зі сходу та півдня королівство було оточене ворогами, що раз у раз захоплювали його землі і під контролем королів та їх наступників — королівських намісників з роду Марділа врешті — решт залишилась територія між ріками Лефнуї та Андуїн. Проте з півночі вони мали вірних союзників — королівство Роганська Марка, що виникло у 2510 р. Т. Е. Рогірими неодноразово допомагали Ґондору у боротьбі з його ворогами.
Незважаючи на поступовий занепад, Ґондор зберігся як вільна й могутня земля і його столиця Мінас — Тіріт була найгарнішим містом у Середзем 'ї. Саме на Мінас — Тіріт був спрямований головний удар Саурона під час Війни Перстеня і на полях Пеленнора відбулась вирішальна битва у якій ґондорці та рогірими перемогли сили Ворога.
Після знищення Персня і остаточної перемоги над Сауроном Ґондор та відроджений Арнор були об 'єднані під скіпетром короля Елесара, що був нащадком як арнорської так і гондорської династій, позаяк донька короля Гондору Ондогера стала дружиною останнього володаря Артедайну Арведуї.

### Народ Курганів та Люди Брі
У 3320 році Другої Епохи землі з поселеннями Курганів Тірн — Гортад та Брі увійшли до складу королівства Арнор. Після розпаду Північного королівства і початку війн з Ангмаром до Тірн — Гортаду було перенесено столицю Кардолану. Будучи добре укріпленою фортецею, поселення при Курганах пережило падіння королівства Кардолан у 1409 р. Т. Е., однак майже все його населення вимерло внаслідок Великої Моровиці 1636 р.
В той же час Брі та сусіднім селам вдалось пережити лихоліття пов 'язані з війнами Кардолану та Артедайну з Ангмаром і Рудауром та епідемію чуми. До кінця Третьої Епохи Брі, гобітівський Шир, ельфійський Рівенделл та поселення Слідопитів у Рудаурському Куті були практично єдиними населеними місцями в перетвореному на пустку Еріадорі.

### Лоссот і люди Фородвайту
Лоссот (синд. lossot — люди снігів) та люди Фородвайту — мешканці крайньої півночі Середзем 'я. Суворий і мовчазний народ, що живе мисливством (а лоссот що мешкають на берегах Форогельської затоки займаються і рибальством). Подібно до ескімосів вони будують житла зі снігу. Походження цих племен невідоме: за однією версією вони походять від східнян з народу Бора, за іншою це нащадки людей Першої Епохи, що не пов'язані ні з аданами, ні з східнянами. У «Володарі Перснів» лоссот і люди Фородвайту згадуються лише в зв'язку з останнім королем Артедайну Арведуї, що з залишками свого війська відступив до узбережжя Форогел.

### Народи Рованіону та рогірими
У Третю Епоху на землях Рованіону (Диких Земель) жили людські народи беорнингів (своє ім 'я вони отримали від вождя — перевертня Беорна), лісорубів Імлистих гір та Морок — Лісу, людей Дейлу та Езгароту, людей долини Андуїну, а також їх родичів народів Півночі, що підтримували торгівельні та військові зв 'язки з гномами Еребору і Залізних Пагорбів.
У ХІІІ ст. Т. Е. вождь племен півночі Відугавія проголосив себе королем Рованіону. Хоча під його владою були землі тільки північного та східного Рованіону, королівство Відугавії було досить сильною державою і підтримувало дружні зв 'язки з Гондором. Його донька Відумаві стала дружиною короля Ґондору Валакара. Великих втрат народам східного і північного Рованіону завдала моровиця 1636 р. Т. Е. Однак, оскільки землі Рун, також постраждали від епідемії, східняни не скористались ослабленням Рованіону.
У 1841 р. Т. Е. з земель Рун відбувається вторгнення конфедерації племен візників (люди возів), що спустошили землі Рованіону та східні володіння Ґондору. Населення Рованіону було частково перебите, частково потрапило в рабство. Третя частина рованіонців відступила в Долини Андуїну і у 1977 р. Т. Е. відійшла у межиріччя Ленгсвелу та Грейліну, де заснувала королівство Еотеод. Там вони жили до 2510 р. Т. Е., коли король еотеодів Еорл Юний, прийшов на допомогу Ґондору, розгромивши кочові племена балкотів. У нагороду від намісника Кіріона він отримав спустошений східнянами край Каленардон. Після цього народ еотеодів переселився в Каленардон, створивши королівство Роганська Марка, що стало вірним союзником Ґондору. Люди Рогану були вправними скотарями, найбільше від усіх вони любили коней.
Сповняючи дану Еорлом клятву вірності, рогірими неодноразово допомагали Гондору в боротьбі з його ворогами. Так було й під час Війни Персня навесні 3019 р. коли армія короля Рогану Теодена прийшла на допомогу обложеному військами Мордору Мінас — Тіріту. У пізніший час рогірими на чолі з королем Еомером були союзниками короля Елесара у його боротьбі проти слуг Саурона на півдні та сході.

### Дунландці, друадани, Клятвопорушники
У Третю Епоху гватлорім були витіснені дунедайн в Дунланд або Сірий Край і були відомі під назвою дунландців (дунгарців) або горян Сірого Краю. Це був дикий народ, що говорив своєю мовою, не схожою на адунаік та вестрон. Ґондорців вони сторонилися, а з рогіримами постійно ворогували, бо ті вигнали їх з земель у межиріччі Ізену і Адорну. Навесні 3019 р. вони бились на боці Сарумана, але після його поразки поклялись більш не нападати на Роган. Інша частина гватлорім відійшла на один з останніх лісових кутків Еріадору на півострові Ерін — Ворн. Як і більшість людей вони постраждали від епідемії чуми 1636 р. Т. Е., чи дожило населення Ерін — Ворну до кінця Третьої Епохи невідомо. Принаймні, ці люди сторонились чужоземців.
Родичами дунландців був народ пагорбів Рудауру, що після того як династія Еленділа перервалася в цьому князівстві став союзником Анґмару. В результаті війн з Артедайном і Кардоланом люди цього народу зникли всі і наприкінці Третьої Епохи на землях колишнього князівства Рудаур оселилися кам'яні тролі.
У сосновому лісі Друадан та на вцілілих землях Друвайт Йаур продовжували жити нащадки возів. Перші були відомі як друадани, що пропустили військо короля Рогану Теодена крізь свій ліс до обложеного Мінас — Тіріта. В нагороду за це король Елесар оголосив їх ліс вільною землею до якої заборонялося входити без дозволу їх мешканців. Щодо возів з мису Андрам, то про них мало що відомо.
Плем'я з Білих Гір після зради Ісілдура відійшло в гори і все вимерло, однак їх духи не упокоїлись, а лишились у долині біля Дунхарга, ставши привидами. До весни 3019 року Третьої Епохи вони лякали довколишнє населення Рогану і Ґондору, що сторонилося тих місць. Після їх участі у Війни Персня й перемоги над корсарами Умбару вони покинули цей світ.

### Гарадріми та східняни
Після падіння Саурона у 3441 р. Д. Е. Гарад та Рун стають васалами Гондору. Однак, час від часу, окремі племена гарадримів та східнян здійснюють напади на землі Південного королівства. На початку Третьої Епохи на схід з місією підбурювання до повстання проти Саурона були послані Сині Маги Алатар і Паландо. Однак його міць в цих краях виявилась набагато сильнішою ніж передбачалося і Сині Маги зазнали невдачі. Загинули вони чи перейшли на бік Темного Володаря (як згодом це зробив Саруман) про це нічого невідомо.
Протягом Третьої Епохи відбувається декілька навал гарадримів та східнян на Рованіон та Гондор: вторгнення східнян — конфедерації племен візників або людей возів та вар'ягів Кханду протягом 1851—1944 рр. Т. Е.; вторгнення східнян племен балкотів у 2510 р. Т. Е.; напади гарадримів та умбарських піратів у 1634; 2758 та 2885 рр. Т. Е. В час Війни Персня 3018 — 3019 рр. Т. Е. гарадріми, східняни та вар'яги Кханду брали участь в облозі Мінас-Тіріта і всі були перебиті у Битві на Пеленнорських полях. Після остаточної перемоги над Сауроном король Арнору і Ґондору Елесар Телконтар уклав мир з народами Руну та Гараду, але протягом свого правління разом з королем Рогану Еомером здійснював військові походи проти слуг Саурона на південь та схід.

## Люди в Четверту Епоху
Четверта Епоха стала добою людей. Протягом перших десятиліть першого століття Четвертої Епохи люди заселяють покинуті в результаті війн з Сауроном та його рабами простори Еріадору та Рованіону. Відроджуються покинуті міста та поселення. Водночас Четверта Епоха була повільним згасанням нащадків нуменорців: тривалість їх життя стає дедалі коротшою і вони поволі асимілюються з іншими народами. У Ґондорі цей процес відбувався навіть швидше ніж на Півночі. Тим не менше засновані дунедайн королівства об'єднані під скіпетром однієї династії процвітали не одне століття.